# Christian Gajan
Christian Gajan (Tolosa, 6 settembre 1957) è un ex rugbista a 15 e allenatore di rugby a 15 francese.

## Biografia
Laureato in educazione fisica, professione che esercitò durante la sua carriera da giocatore al Tolosa dal 1974 al 1987, periodo durante il quale vinse due titoli assoluti di campione di Francia, Christian Gajan divenne allenatore a 30 anni, prendendo in carico le giovanili dello stesso club: con l'Under-21 di Tolosa vinse tre titoli giovanili consecutivi, dal 1988 al 1990.
Nel 1990 assunse la direzione della prima squadra del club, raggiungendo come massimo risultato la finale di campionato, poi persa contro il Bègles; passato al Castres nel 1993, due stagioni più tardi giunse anche con tale club alla finale di campionato, persa singolarmente contro il suo club originario, il Tolosa; a livello europeo giunse invece alla finale della prima edizione di Challenge Cup (1996-97), perdendola nel derby francese contro il Bourgoin-Jallieu.
Nel 1998 ebbe la prima delle sue esperienze italiane, al Benetton, condotto allo scudetto già al termine della prima stagione e alla semifinale la stagione seguente, prima di tornare in Francia al Tolosa con cui vinse il titolo nazionale, il suo primo da allenatore nel suo club d'origine, nel 2000-01.
Così come accaduto 9 anni prima, Gajan lasciò il Tolosa nel 2002 e tornò a Castres, con cui guadagnò un terzo posto nella stagione regolare di campionato 2003-04 e la qualificazione alla Heineken Cup successiva, oltre che l'European Shield 2003; nel 2005 andò ad allenare il club di Top League giapponese Sanix Fukuoka e, nel 2007, assunse la conduzione della nazionale della Rep. Ceca, il cui primo impegno fu il Campionato d'Europa divisione 1.
Tornato in Italia, assunse nel 2008-09 la direzione del Veneziamestre in Super 10, incarico che lasciò a fine stagione per dedicarsi a tempo pieno all'attività di assicuratore (che esercita dal 1988), commentatore televisivo e tecnico della Repubblica Ceca; nel gennaio 2010 fu chiamato dai vertici societari del Bayonne per rimpiazzare la coppia di tecnici esonerati dopo che il club si trovava al 13º posto del Top 14; Gajan subentrò nell'incarico il 13 gennaio; affiancato nell'incarico da Thomas Lièvremont nella stagione 2010-11, la coppia fu esonerata nel dicembre 2011 a causa del cattivo andamento della squadra.
Nel giugno 2012, con la nascita della franchise federale delle Zebre, una delle due rappresentanti italiane in Pro12, Gajan fu ingaggiato dalla FIR come tecnico capo della squadra.
Dopo la parentesi italiana fu di nuovo in Francia, dapprima a Carcassonne, poi a Cahors.

## Palmarès

### Giocatore
- Campionati francesi: 2
Tolosa: 1985-86, 1986-87

### Allenatore
- Campionati francesi: 1
Tolosa: 2000-01
- Coppe di Francia: 1
Castres: 2002-03
- Campionati italiani: 1
Benetton Treviso: 1998-99
- European Shield: 1
Castres: 2003